# Puneh Ansari

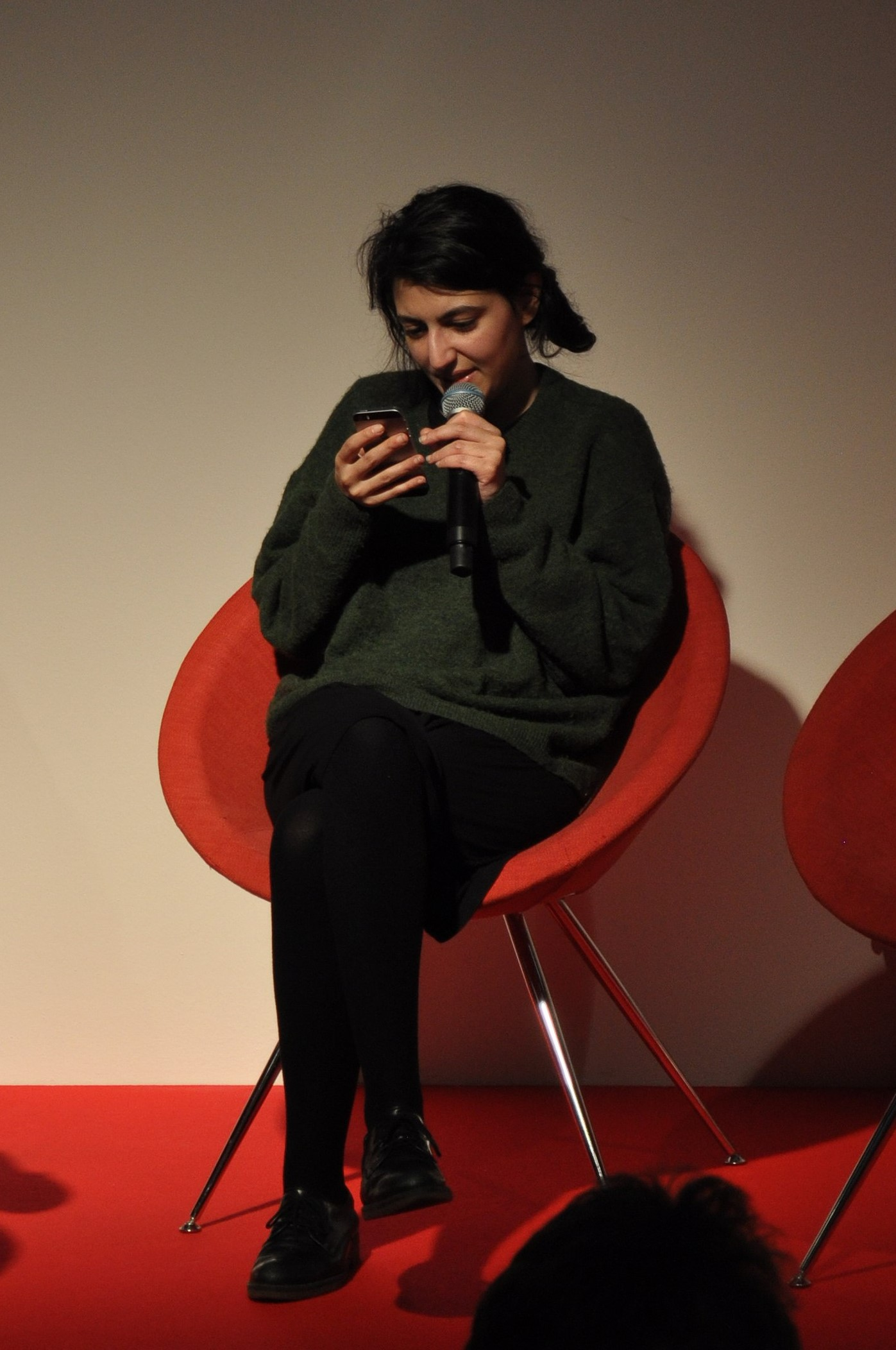
Puneh Ansari, 2018

Puneh Ansari (geboren 1983 in Wien) ist eine Schriftstellerin und Künstlerin. Sie lebt in Wien.

## Leben, Werk
Puneh Ansari wurde als Tochter von Exil-Iranern in Wien geboren. Sie studierte Theater-, Film- und Medienwissenschaft. Ihr erstes Buch Hoffnun’ mit eigenen Illustrationen erschien 2017 im Mikrotext Verlag in Berlin und greift ihre literarischen Kurzessays auf Facebook auf. Ansaris Facebook-Beiträge können nur unmittelbare Facebook-Freunde lesen.
Sie zählte zu den sechs Autoren, die vom Kunsthistorischen Museum in Wien eingeladen wurden, ein Bild aus den Museumsbeständen auszuwählen und darüber zu reflektieren. Sie wählte das Porträt Jane Seymour (um 1536/37) von Hans Holbein d. J. Daraus entstand 2019 in Kooperation mit Österreich 1 das Hörspielstück Ludmilla mit der Autorin als Erzählerin.
Im Jahr 2018 las sie in der Berliner Volksbühne am Rosa-Luxemburg-Platz aus ihrem Buch. Sie wurde 2020 zum Homestage Festival und 2021 zur Klimabuchmesse eingeladen.

## Rezensionen
Die Tageszeitung schrieb 2017 in einer Buchrezension: „Aber die scheinbar hingeschmissenen Fetzen sind sorgfältig poliert, gleich wohlgesetzten Rap-Lyrics: kurze Rülpser aus den Tiefen eines zivilisationsgeplagten Bewusstseins. An schlechten Tagen banal, an guten von absurder Poesie.“

## Veröffentlichungen
- Hoffnun'. Posts., Mikrotext Verlag, Berlin 2017, ISBN 978-3-944543-48-2
- Ludmilla, Hörspiel, Episode 6: Sommer, ORF 2019
- Hallo Everybody, Mikrotext Verlag, Berlin 2023, ISBN 978-3-948631-30-7